# Michal Kravčík
Michal Kravčík (ur. 3 lutego 1956) – słowacki dr inż., działacz ekologiczny. Za swoje działania otrzymał nagrodę Goldmanów w 1999 roku.

## Życiorys
Jest inżynierem gospodarki wodnej, ukończył studia na wydziale Inżynierii Lądowej na Słowackim Uniwersytecie Technicznym w Bratysławie. Uzyskał tytuł naukowy dr inż. Przez 8 lat pracował w Słowackiej Akademii Nauk. Zajmuje się promowaniem ekologicznych rozwiązań dotyczących zintegrowanego zarządzania wodami w dorzeczach, zaproponował wiele rozwiązań na ten temat, najważniejsze z nich to „Woda dla trzeciego tysiąclecia” (Water for Third Millenium) i „Niebieska alternatywa” (Blue Alternative). Opublikował też liczne prace, w tym “New Water Paradigm – Water for the Recovery of Climate” w 2007 roku. Jest założycielem organizacji pozarządowej ludzie i woda (po słowacku: MVO Ľudia a voda) i członkiem organizacji ASHOKA.

## Działania na rzecz środowiska

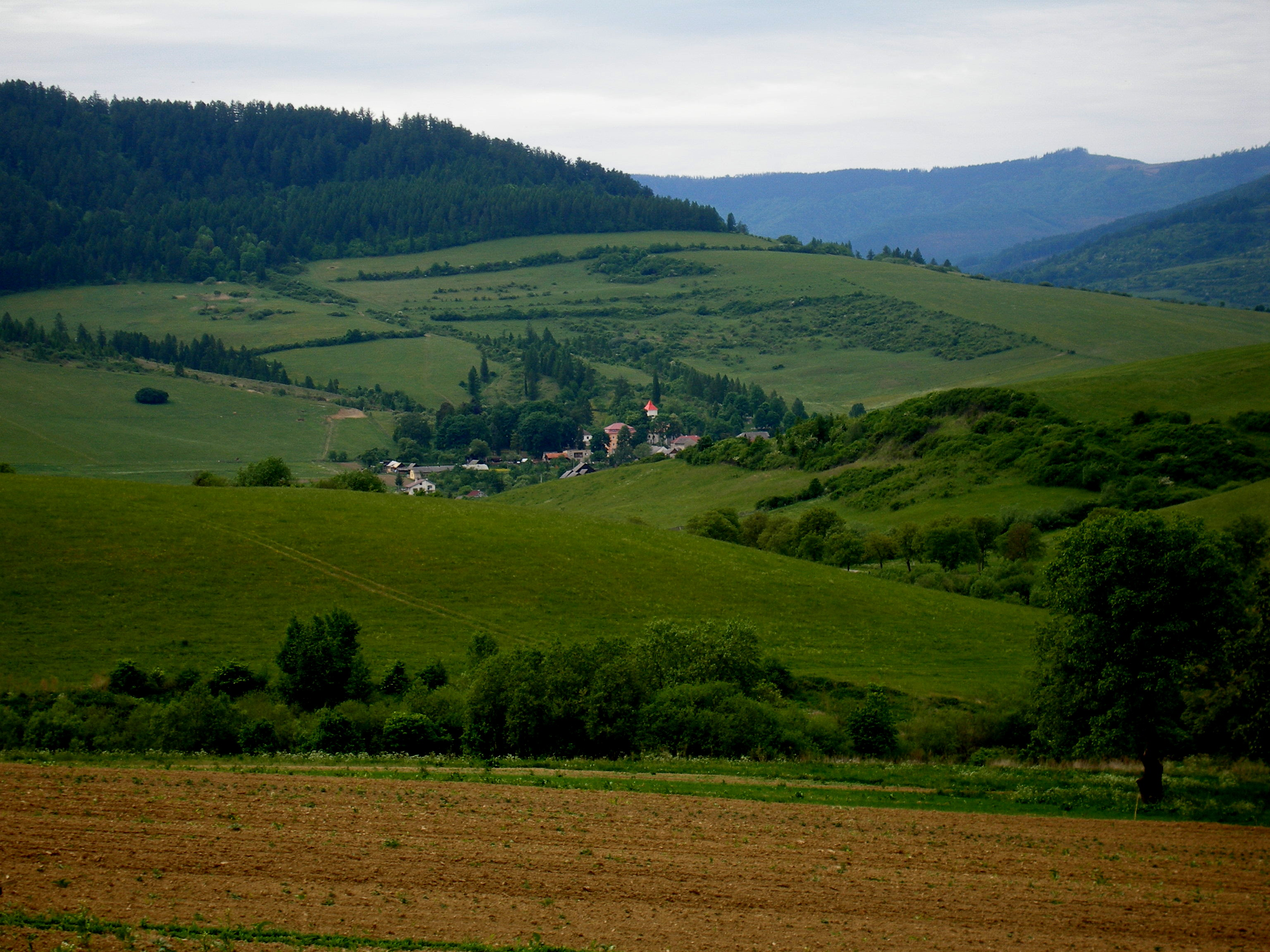
Tichy Potok

W 1992 roku rząd Słowacji powrócił do dawnych planów budowy budowli piętrzącej w Tichým Potoku w górnej części rzeki Torysa. Idea miała na celu zapewnienie wody pitnej dla miast wschodniej Słowacji oraz zabezpieczenie przed ewentualnymi deficytami wody w przyszłości. Inwestycja naruszyłaby naturalne wiejskie środowisko i wymagałaby porzucenia czterech siedemsetletnich wiosek. Kravčík nie zgadzał się z tą wizją i twierdził, że istniejące zbiorniki wody pitnej nie są odpowiednio wykorzystywane, zużycie wody w społeczeństwie maleje, a dużo strat wody występuje na poziomie jej dystrybucji. W 1993 zaproponował alternatywne rozwiązanie „Woda dla trzeciego tysiąclecia” (Water for Third Millenium). W 1994 wysunął niebieską alternatywę (Blue Alternative), pokazując jak uzyskać tę samą ilość wody za około 20% procent wartości pierwotnego planu. Według tej idei, zasoby powinny być rozdzielane przez instytucje lokalne, co wymagałoby decentralizacji władzy. Kravčík zakładał budowę 35 mikrozbiorników - małych zapór na lokalnych rzekach. Ponadto jego plan miał chronić zabytkowe wioski i wspierać rolnictwo. Ministerstwo środowiska odrzuciło te propozycje. W 1995 i 1996 Kravčík oraz organizacja „Ludzie i woda” wspólnie zorganizowali obozy letnie, zbudowano kilka małych zbiorników wodnych i zaproszono media na zakończone prace. Projekt stał się popularniejszy, gdy organizacja „Ludzie i woda” została ukarana za podejmowanie prac budowlanych bez wymaganego zezwolenia. Ponadto odbywały się spotkania z mieszkańcami, którym miały one dodać pewności siebie i świadomości swoich praw. W 1996 rząd w końcu zrezygnował z realizacji pierwotnych planów budowy zapory, ale działania aktywistów na tym się nie zakończyły. Rozpoczęto realizację programu „Wioski na trzecie tysiąclecie” (Villages for the Third Millennium), zakładającego rozwój 24 wiosek. Uprawiano organiczne gospodarstwa, prowadzono hodowlę ryb, promowano agroturystykę i lokalne wyroby ręczne. Kravčík włączył się też do działań prowadzonych w skali całego kraju, w 1998 pomagając zorganizować kampanię edukacyjną na temat głosowań i wyborów. Przeprowadzono też akcję o podobnym charakterze „Wieś i demokracja” (Village and Democracy), która objęła 164 wsie w regionie górskim Lewocza na Spiszu. Efektem między innymi takich jak te działań była ponad 84-procentowa frekwencja podczas wyborów parlamentarnych, które wprawdzie wygrała rządząca Ruch na rzecz Demokratycznej Słowacji (HZDS), ale jej lider Vladimír Mečiar, który bronił idei budowli piętrzącej nad Tichým Potokiem, musiał ustąpić z funkcji premiera a HZDS znalazła się w opozycji.